# Langenstraße 70 (Stralsund)
Das Haus Langenstraße 70 in Stralsund ist ein denkmalgeschütztes Bauwerk in der Langenstraße. 

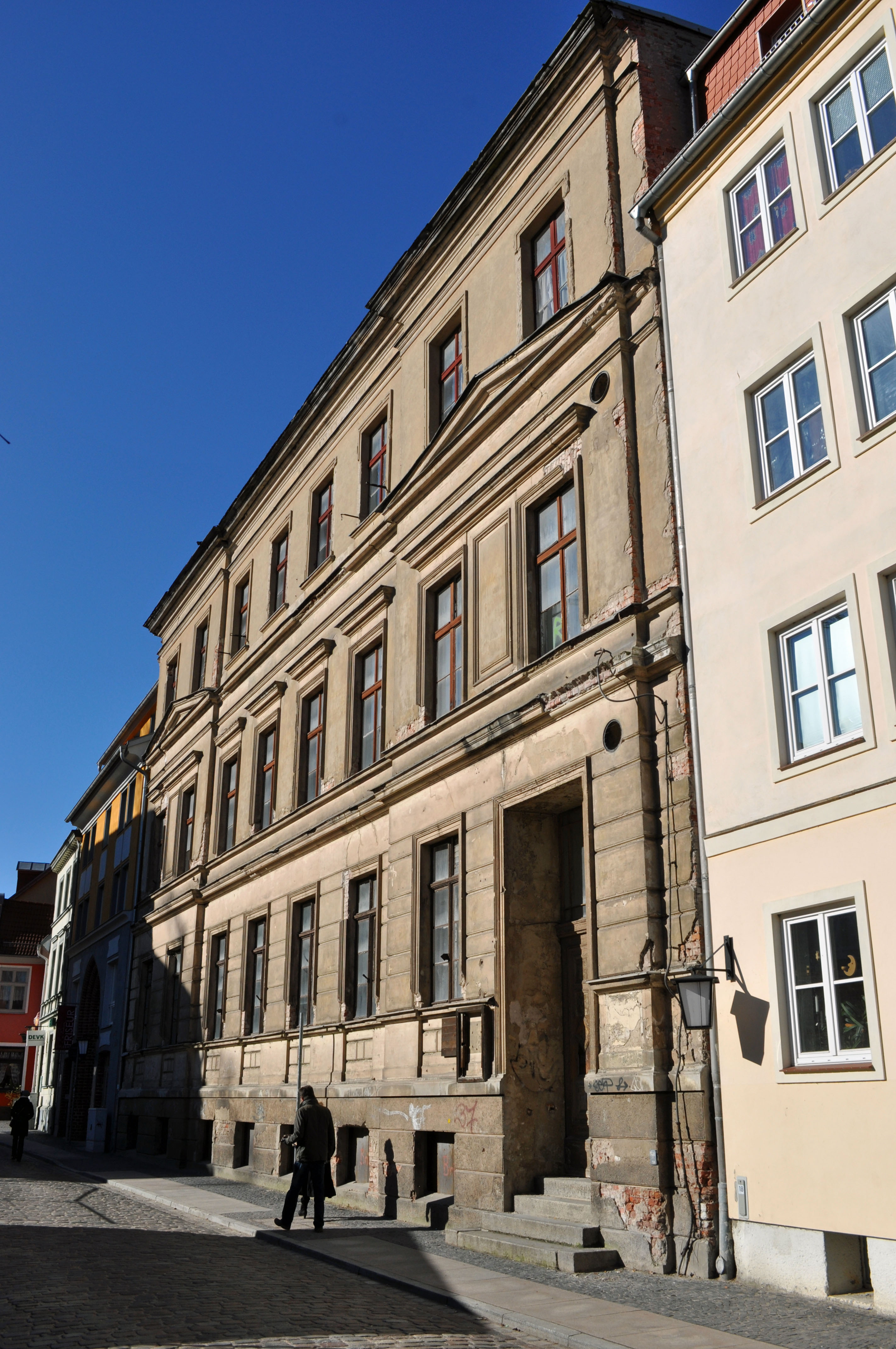
Haus Langenstraße 70 (2012)

Der dreigeschossige Putzbau wurde in den Jahren 1846/1847 als Logenhaus der Freimaurerloge „Gustav Adolf zu den drei Strahlen“ errichtet. Die Fassade ist achtachsig ausgeführt. Sie zeigt eine spätklassizistische Gliederung. Die Gesimse betonen die Stockwerke, im Erdgeschoss und im Sockelgeschoss ist Putzbänderung vorhanden. Die äußeren der acht Achsen sind leicht vorgezogen. Über dem ersten Obergeschoss sind die beiden äußeren Achsen mit einem flachen Dreiecksgiebel versehen.
Das Haus im Kerngebiet des von der UNESCO als Weltkulturerbe anerkannten Stadtgebietes des Kulturgutes „Historische Altstädte Stralsund und Wismar“ ist in die Liste der Baudenkmale in Stralsund eingetragen.